# Soul on Ice
Albums de Ras Kass
Rasassination
(1998)
Singles
1. Miami Life
Sortie : 20 mars 1996
2. Anything Goes
Sortie : 16 juillet 1996
3. Soul on Ice
Sortie : 26 novembre 1996

Soul on Ice est le premier album studio de Ras Kass, sorti le 17 septembre 1996.
Favorablement accueilli par la critique, l'album s'est classé 10e au Heatseekers, 35e au Top R&B/Hip-Hop Albums et 169e au Billboard 200.

## Liste des titres
| No  | Titre                                                                                        | Contient un (des) sample(s) de | Durée |
| --- | -------------------------------------------------------------------------------------------- | --- | ----- |
| 1.  | On Earth As It Is... (Produit par Lamont « Bird » Holdby et Ras Kass)                        | 10% Dis de MC Lyte featuring Audio Two Spinning Wheel de Dr. Lonnie Smith                                                                                   | 4:43  |
| 2.  | Anything Goes (Produit par Lamont « Bird » Holdby et Ras Kass)                               | Oooh This Love Is So d'Al B. Sure! Blue Suede Shoes de Carl Perkins                                                                                         | 5:49  |
| 3.  | Marinatin' (Produit par Battlecat)                                                           | You Gots to Chill d'EPMD | 4:05  |
| 4.  | Reelishymn (featuring Gypsy – Produit par Lamont « Bird » Holdby et Ras Kass)                | Goin' Out of My Head de Little Anthony and the Imperials | 4:27  |
| 5.  | Nature of the Threat (Produit par Vooodu)                                                    | | 7:43  |
| 6.  | Etc. (Produit par Lamont « Bird » Holdby et Ras Kass)                                        | Moshitup de Just-Ice featuring KRS-One How Many MC's... de Black Moon                                                                                       | 3:12  |
| 7.  | Sonset (Produit par Michael « Flip » Barber, Michael Schlesinger, Ras Kass et Reno Delajuan) | You're Getting a Little Too Smart des Detroit Emeralds Eric B. Is President d'Eric B. & Rakim Underground d'EPMD                                            | 6:00  |
| 8.  | Drama (featuring Coolio – Produit par Lamont « Bird » Holdby et Ras Kass)                    | Tryin' to Get the Feeling Again d'Hubert Laws Gin and Juice de Snoop Dogg featuring Daz Dillinger Children's Story de Slick Rick Who's the Mack? d'Ice Cube | 3:46  |
| 9.  | The Evil That Man Do (featuring Meen Green – Produit Vooodu)                                 | Barefoot Ballet de John Klemmer Kool Is Back de Funk, Inc. Color Blind d'Ice Cube, WC and the Maad Circle et King Tee featuring Deadly Threat, Kam et J-Dee | 6:10  |
| 10. | If/Then (Produit par Michael « Flip » Barber et Ras Kass)                                    | Bitches Ain't Shit de Dr. Dre, Jewell, The Lady of Rage et Kurupt featuring Daz Dillinger et Snoop Dogg                                                     | 4:50  |
| 11. | Miami Life (Produit par Michael « Flip » Barber et Ras Kass)                                 | | 4:06  |
| 12. | Soul on Ice (Produit par Lamont « Bird » Holdby)                                             | School Boy Crush de l'Average White Band | 3:42  |
| 13. | Ordo Abchao (Order Out of Chaos) (Produit par Vooodu et Ras Kass)                            | | 4:30  |